# KBS배 쟁탈 전국노래자랑
《KBS배 쟁탈 전국노래자랑》은 1971년부터 1979년까지 KBS TV에서 방송된 오디션 프로그램이다.

## 주요 참가자
- 윤희정 (우승)
- 전영록 (장려상)